# Michał Balara
Michał Balara (ur. 1904 we Frydmanie, zm. 4 sierpnia 1988 w Nowym Targu) – polski nauczyciel, działacz regionalny i społeczny na Spiszu, literat.

## Życiorys
Po ukończeniu szkoły ludowej w rodzinnym Frydmanie, Michał Balara rozpoczął w 1916 roku naukę w wówczas węgierskim gimnazjum w Podolińcu.

### Okres międzywojenny
Od końca 1918 roku uczęszczał do gimnazjum w Lewoczy, zaś w latach 1919–1923 studiował w słowackim seminarium nauczycielskim w Spiskiej Nowej Wsi. W efekcie władał płynnie językami węgierskim, słowackim i czeskim. W 1923 roku powrócił w rodzinne strony i zaangażował się w działalność propolską na Spiszu, współpracując ściśle z Wendelinem Haberem. Otrzymał etat nauczyciela w szkole w Krempachach, a od 1924 roku we Frydmanie. W latach 1928–1935 był tam kierownikiem szkoły. W 1933 roku ożenił się z Anną Balińską, również nauczycielką.
Był pasjonatem kultury ludowej Spisza, zapisywał i gromadził teksty gawęd, opowieści, pieśni i podań ludowych. Działał w regionalnych organizacjach patriotycznych i społecznych: był prezesem Ogniska Spiskiego Związku Podhalan, członkiem zarządu Koła Spiskiego Towarzystwa Obrony Kresów Południowych, prezesem frydmańskiego oddziału Związku Strzeleckiego. W 1931 roku był jednym z organizatorów Związku Spisko-Orawskiego i członkiem jego zarządu do przekształcenia w Związek Górali Spisza i Orawy w roku 1936.
W latach 30. debiutował jako autor opowiadań pisanych gwarą spiską na łamach "Gazety Podhalańskiej". W 1936 roku został członkiem komitetu redakcyjnego, zaś w roku następnym redaktorem naczelnym jej sukcesora: tygodnika "Gazeta Podhala". Od 1935 roku mieszkał i pracował w Nowym Targu. W wyborach do Sejmu 1935 roku kandydował z listy BBWR, nie odnosząc sukcesu. W pierwszych miesiącach 1939 roku został kierownikiem szkoły powszechnej w Nowym Targu. 

### II wojna światowa
Po agresji niemieckiej wobec okupacji słowackiej, zagrożony aresztowaniem, uciekł z rodziną na dalszą część Spisza. Do 1944 roku uczył w słowackiej szkole w Białej Spiskiej. Później powrócił do Frydmana.

### Okres powojenny
W styczniu 1945 roku, po wyparciu Niemców z terenu Podhala, przyjechał do Nowego Targu, gdzie podjął pracę nauczyciela. Działał na rzecz przywrócenia przedwojennej granicy pomiędzy Polską a Czechosłowacją. Przesiedlony przymusowo najpierw do Trzebuni a od 1952 roku do Głogoczowa, pracował w miejscowych szkołach do przejścia na emeryturę w 1972 roku. Był działaczem lokalnych struktur Związku Nauczycielstwa Polskiego, Polskiego Towarzystwa Turystyczno-Krajoznawczego i Zjednoczonego Stronnictwa Ludowego, a także radnym gminnym. Publikował w pismach "Nowa Wieś", "Głos Młodzieży Wiejskiej", "Gazeta Krakowska" i "Dziennik Polski". Był tłumaczem przysięgłym z języków czeskiego, słowackiego i węgierskiego.
Po przejściu na emeryturę mieszkał na zmianę we Frydmanie i Nowym Targu. Zajął się przygotowywaniem do publikacji większych zbiorów swej twórczości. Były to:
- Spiski kotlik dukatów (Kraków 1980)
- Szkice spiskie z czasów niedawnych (Nowy Sącz 1985)
- Na Spiszu (Warszawa 1986)
- Na południowych kresach. Obrazki z przeszłości Spisza (Nowy Sącz 1987)
- Z historii Spisza i Podhala naszego stulecia. Wspomnienia i relacje (Nowy Sącz 1991).

W 1981 roku został honorowym członkiem Związku Podhalan.